# Landkreis Ostallgäu
Landkreis Ostallgäu ligger i den sydøstlige del af det bayerske Regierungsbezirk Schwaben. Nabolandkreise er mod nord Landkreis Unterallgäu og Landkreis Augsburg, mod øst de oberbayerske landkreise Landsberg am Lech, Weilheim-Schongau og Garmisch-Partenkirchen, mod syd den østrigske delstat Tyrol og mod vest Landkreis Oberallgäu. Den kreisfri by Kaufbeuren ligger som en enklave, helt omgivet af  Landkreis Ostallgäu.

## Geografi
Landkreis Ostallgäu ligger i forlandet til, og i den nordlige del af selve  alperne. Mod nord når den op til den schwabisk-bayerske højslette.  I det alpine område ligger det 2.082 meter høje bjerg Ammergauer Hochplatte (2.082 m) i Ammergauer Alpen. I foralpeområdet er der flere søer, hvor Forggensee som er dannet ved en opstemning af floden Lech er den største. Lech løber gennem den sydøstlige del af landkreisens område. I den vestlige del gennemskærer  Wertach, der er en biflod til Lech, og munder ud i denne ved Augsburg, Landkreis Ostallgäu fra syd mod nord.

## Byer og kommuner
Landkreis Ostallgäu har 45 kommuner, heraf 3 byer og 7 købstæder.
Kreisen havde 140316  indbyggere pr.  2018-12-31

| Byer 1. Buchloe (13132) 2. Füssen (15608) 3. Marktoberdorf (18539) Købstæder (markt) 1. Irsee (1507) 2. Kaltental (1675) 3. Nesselwang (3654) 4. Obergünzburg (6362) 5. Ronsberg (1709) 6. Unterthingau (2881) 7. Waal (2341) Kommuner 1. Aitrang (2037) 2. Baisweil (1313) 3. Bidingen (1756) 4. Biessenhofen (4134) 5. Eggenthal (1368) 6. Eisenberg (1180) 7. Friesenried (1531) 8. Germaringen (3865) 9. Görisried (1329) 10. Günzach (1460) 11. Halblech (3469) 12. Hopferau (1206) 13. Jengen (2440) 14. Kraftisried (807) 15. Lamerdingen (2051) 16. Lechbruck am See (2684) 17. Lengenwang (1459) 18. Mauerstetten (3154) 19. Oberostendorf (1425) 20. Osterzell (712) 21. Pforzen (2321) 22. Pfronten (8267) 23. Rettenbach am Auerberg (896) 24. Rieden (1271) 25. Rieden am Forggensee (1336) 26. Roßhaupten (2207) 27. Rückholz (877) 28. Ruderatshofen (1804) 29. Schwangau (3314) 30. Seeg (2989) 31. Stötten am Auerberg (1865) 32. Stöttwang (1835) 33. Untrasried (1590) 34. Wald (1140) 35. Westendorf (1816) | Verwaltungsgemeinschafte 1. Biessenhofen (Kommunerne Aitrang, Bidingen, Biessenhofen og Ruderatshofen) 2. Buchloe (Byen Buchloe, købstaden Waal og kommunerne Jengen og Lamerdingen) 3. Eggenthal (Kommunerne Baisweil, Eggenthal og Friesenried) 4. Obergünzburg (Markt Obergünzburg og kommunerne Günzach og Untrasried) 5. Pforzen (Købtaden Irsee og Gemeinden Pforzen og Rieden) 6. Roßhaupten (Kommunerne Rieden a.Forggensee og Roßhaupten) 7. Seeg (Kommunerne Eisenberg, Hopferau, Lengenwang, Rückholz, Seeg og Wald) 8. Stötten a.Auerberg (Kommunerne Rettenbach a.Auerberg og Stötten a.Auerberg) 9. Unterthingau (Købtaden Unterthingau og kommunerne Görisried og Kraftisried) 10. Westendorf (Købtaden Kaltental og kommunerne Oberostendorf, Osterzell, Stöttwang og Westendorf) |